# Ginnifer Goodwin
Ginnifer Michelle Goodwin (ur. 22 maja 1978 w Memphis w stanie Tennessee, USA) – amerykańska aktorka.

## Filmografia
- Nie ma sprawy (Ed, 2001–2003) jako Diane Snyde
- Porn 'n Chicken (2002) jako Maya
- Uśmiech Mony Lizy (Mona Lisa Smile, 2003) jako Constance Dalton
- Wygraj randkę (Win a Date with Tad Hamilton!, 2004) jako Cathy Feely
- Spacer po linie (Walk the Line, 2005) jako Vivianne Cash
- Love Comes to the Executioner (2006) jako Dori Dumchovic
- Dzień zero (Day Zero, 2007) jako Molly Rifkin
- W świecie kobiet (In the Land of Women, 2007) jako Janey
- Ptaki Ameryki (Birds of America, 2008) jako Ida
- Kobiety pragną bardziej (He's Just Not That Into You, 2008) jako Gigi
- Samotny mężczyzna (A Single Man, 2009) jako pani Strunk
- Ramona i Beezus (Ramona and Beezus, 2010) jako Beatrice
- Pożyczony narzeczony (Something Borrowed, 2011) jako Rachel
- Dawno, dawno temu (Once Upon a Time, 2011−2017) jako Królewna Śnieżka / Mary Margaret Blanchard
- Zwierzogród (Zootopia, 2016) jako Judy Hopps